# 塞維爾鎮區 (密歇根州)
塞維爾鎮區（英語：Seville Township）是位於美國密歇根州格拉希厄特縣的一個行政鎮區。

## 地方資料
塞維爾鎮區的面積為92.90平方千米，當中陸地面積為92.60平方千米，而水域面積為0.30平方千米。根據2020年美國人口普查的數據，當地共有人口2132人，而人口密度為每平方千米22.95人。